# Les Eaux troubles
Pour plus de détails, voir Fiche technique et Distribution.
Les Eaux troubles est un film français réalisé par Henri Calef sorti en 1949.

## Synopsis
La famille Sauvart vit au Mont Saint-Michel et a connu un drame. Le fils aîné a disparu noyé et les gens soupçonnent son père d'être responsable de l'accident. Augusta, la fille, est prête à tout pour découvrir la vérité et son père est rongé par les remords et la culpabilité.

## Fiche technique
- Réalisation : Henri Calef
- Scénario : Pierre Apestéguy d'après le roman de Roger Vercel : Lames sourdes (1943)
- Musique : Jean Marion
- Photographie : Roger Dormoy
- Format : Son mono - Noir et blanc
- Société de production : Euzko Film
- Durée : 95 minutes
- Date de sortie : 
  - France -  26 août 1949 en France

## Distribution
- Ginette Leclerc : Augusta
- Édouard Delmont : Sauvart
- André Valmy : Rudan
- Marcel Mouloudji : Ernest
- Paulette Andrieux : Cécile
- Jean-Jacques Bourgeois
- André Carnège : Toupain
- Jean-Pierre Kérien : Goinart
- Ludmilla Pitoëff : L'étrangère
- Jean Vilar  : Ulysse